# Casa de Solms

Armas de los condes de Solms.

La Casa de Solms es una antigua familia de la alta nobleza alemana, que pretende remontarse a Otón, hermano del rey Conrado I de Alemania († 918), mientras que su primer miembro conocido es el señor Marquardus de Sulmese, mencionado como testigo del monasterio de Schiffenberg en Giessen en 1129. 
Los territorios de la casa de Solms con inmediación imperial medían aproximadamente entre 40 km por 24 km, y estaban situados sobre las dos márgenes del río Lahn, cerca del territorio de Nassau, de Hesse y de Wetzlar. El jefe de la línea de Braunfels se convirtió en Príncipe del Sacro Imperio en 1742, y el de Hohensolms-Lich en 1792. Los principados y condados de la familia fueron mediatizados en 1806.

## Historia

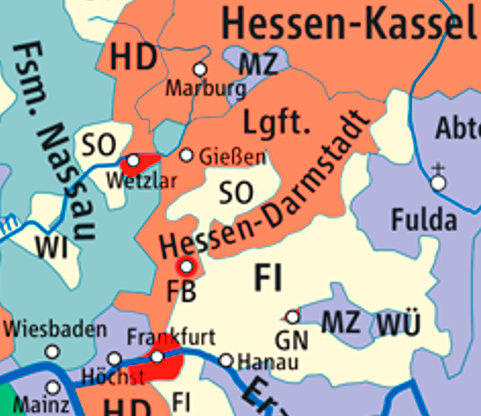
Los dos territorios de Solms (SO).

Hacia el año 1100 los señores de Solms construyeron el castillo de Solms. En 1223 se convirtieron en condes del Sacro Imperio Romano Germánico. En 1246 el castillo de Braunfels es mencionado por primera vez, convirtiéndose en la residencia principal después de la destrucción del castillo de Solms en 1384.
Hacia 1250 la familia se divide en Solms-Burgsolms (con Solms y Braunfels) y Solms-Königsberg-Hohensolms con el castillo de Königsberg en Biebertal, y después de 1320 también con el nuevo castillo de Alt-Hohensolms que fue destruido por la ciudad de Wetzlar en 1349, y entonces es remplazado por el castillo de Neu-Hohensolms en Hohenahr. La línea de Königstein-Hohensolms se extingue en 1364, dejando Hohensolms a la línea de Burgsolms, que se había dividido previamente en Solms-Burgsolms (con el castillo de Greifenstein) y Solms-Braunfels. Después de la extinción de los condes de Solms-Burgsolms en 1415, les condes de Solms-Braunfels, ahora se quedan como única rama existente, poseyendo todas las propiedades de la familia. 
En 1418 se extinguieron los condes de Falkenstein-Münzenberg y su herencia fue dividida entre los condes de Solms-Braunfels, de Eppstein y de Isenburg-Büdingen. Así los Solms adquieren Münzenberg, Greifenstein, Hungen, Lich y Laubach, y en 1461 Rödelheim y Assenheim.
En 1537 el conde Felipe de Solms-Lich (1458-1544), consejero de los emperadores Maximiliano I y Carlos V, así como de Federico III de Sajonia, adquirió el señorío de Sonnewalde. En 1596 el conde Otón de Solms-Laubach adquirió el señorío de Baruth y en 1602 heredó el condado de Wildenfels. Estas tres posesiones estaban situadas más al este y distanciadas de los antiguos territorios: Sonnewalde y Baruth fueron parte del Electorado de Sajonia hasta 1815, y después del Reino de Prusia, mientras que Wildenfels fue un condado de inmediación imperial hasta 1706 y después un señorío condal privilegiado dentro del Electorado de Sajonia que en 1806 se convirtió en el Reino de Sajonia.

## Ramas

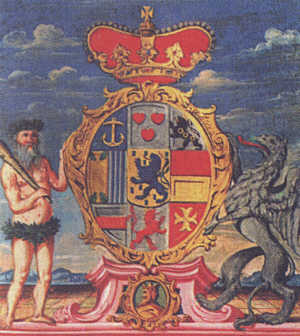
Las armas de los príncipes de Solms-Braunfels.

La familia se dividió después en dos líneas:
- la línea de Solms-Braunfels, de la que surgen las siguientes ramas:
  - Solms-Braunfels (extinguida en 1693)
  - Solms-Hungen (extinguida en 1678 y heredado por Solms-Braunfels)
  - Solms-Greifenstein (se convirtieron en condes de Solms-Braunfels en 1693 y príncipes del Sacro Imperio desde 1742; reinaron hasta 1806; extinguida en 1989)
- la línea de Solms-Lich que se dividió en 1548 en:
  - Solms-Lich (1548-1712)
  - Solms-Hohensolms (1548, desde 1712 Solms-Hohensolms-Lich, en 1792 príncipes del Sacro Imperio)
  - Solms-Laubach (desde 1548)
    - Solms-Sonnewalde (1561-1615)
    - Solms-Rödelheim (1607-1674)
    - Solms-Laubach (1607-1676)
    - Solms-Sonnewalde (desde 1607)
      - Solms-Sonnewalde (desde 1688)
      - Solms-Sonnewalde-Pouch (desde 1688)
      - Solms-Sonnewalde-Rösa (desde 1688)

    - Solms-Baruth (desde 1607)
      - Solms-Rödelheim-Assenheim (desde 1674)
      - Solms-Laubach (desde 1676)
      - Solms-Wildenfels
      - Solms-Utphe († 1762)
      - Solms-Baruth I
      - Solms-Baruth II (en 1888 se convierten en príncipes de Prusia)

Todos los territorios de la familia fueron mediatizados a partir de 1803, si bien Wildenfels ya lo era desde 1706, mientras que Baruth y Sonnewalde nunca habían sido inmediación imperial. Después de haber perdido este estatus semi-soberano, las ramas de la familia se convierten entonces en Standesherren. 

## Situación contemporánea
El príncipe Jorge Federico de Solms-Braunfels (1890-1970) dejó su herencia a su hija María Gabriela (1918-2003) quien contrajo matrimonio con el conde Hans Georg von Oppersdorf (1920-2003). Sus hijos llevan entonces el apellido de condes de Oppersdorf-Solms-Braunfels y poseen todavía el castillo de Braunfels. Una última rama cadete de Solms-Braunfels se extinguió en 1989.
Las otras ramas de la familia todavía existen. Las posesiones en la Alemania del Este fueron expropiadas en 1945, que comprendían sobre todo los territorios de Sonnewalde, de Baruth y de Wildenfels. En su región de origen, que hoy es parte de Hesse, las otras ramas vendieron algunos de los castillos (en particular Hohensolms, Münzenberg, Hungen y Rödelheim), pero mantienen en posesión algunos: los príncipes de Solms-Hohensolms-Lich residen en Lich, los condes de Solms-Laubach residen en Laubach (que también poseen la Abadía de Arnsburg), los condes de Solms-Rödelheim-Assenheim residen en Assenheim y una rama de los condes de Solms-Sonnenwalde heredaron en 1914 el castillo de Weldam en Hof van Twente en los Países Bajos que todavía poseen. El príncipe de Solms-Baruth recompró su propiedad del castillo de Baruth después de la Reunificación alemana, pero su hijo mayor lo desechó después de su muerte. 

## Personalidades
- Arnold von Solms († 1296), obispo de Bamberg
- Amalia de Solms-Braunfels (1602-1675), princesa consorte y regente de los Países Bajos, esposa del príncipe de Orange Federico Enrique de Orange-Nassau
- Eberhard zu Solms-Sonnenwalde (1825-1912), diplomático alemán
- Hermann Maximilian Carl Ludwig Friedrich zu Solms-Laubach (1842-1915), botánico
- Leonor de Solms-Hohensolms-Lich (1871-1937), esposa del gran duque Ernesto Luis de Hesse
- Hermann Otto Prinz zu Solms-Hohensolms-Lich, llamado Hermann Otto Solms (nacido en 1940), político

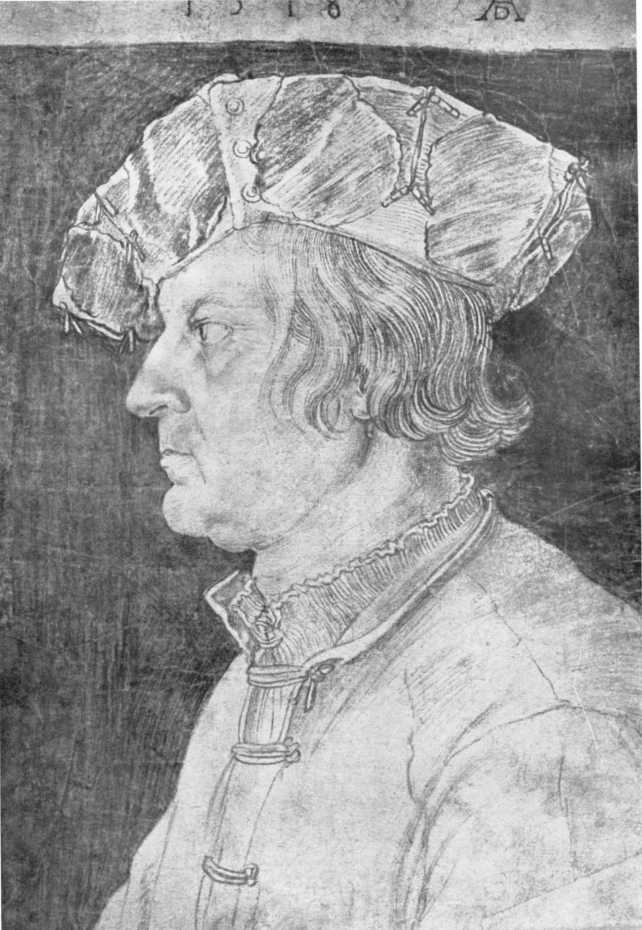
Felipe de Solms-Lich (1458-1544), por Alberto Durero
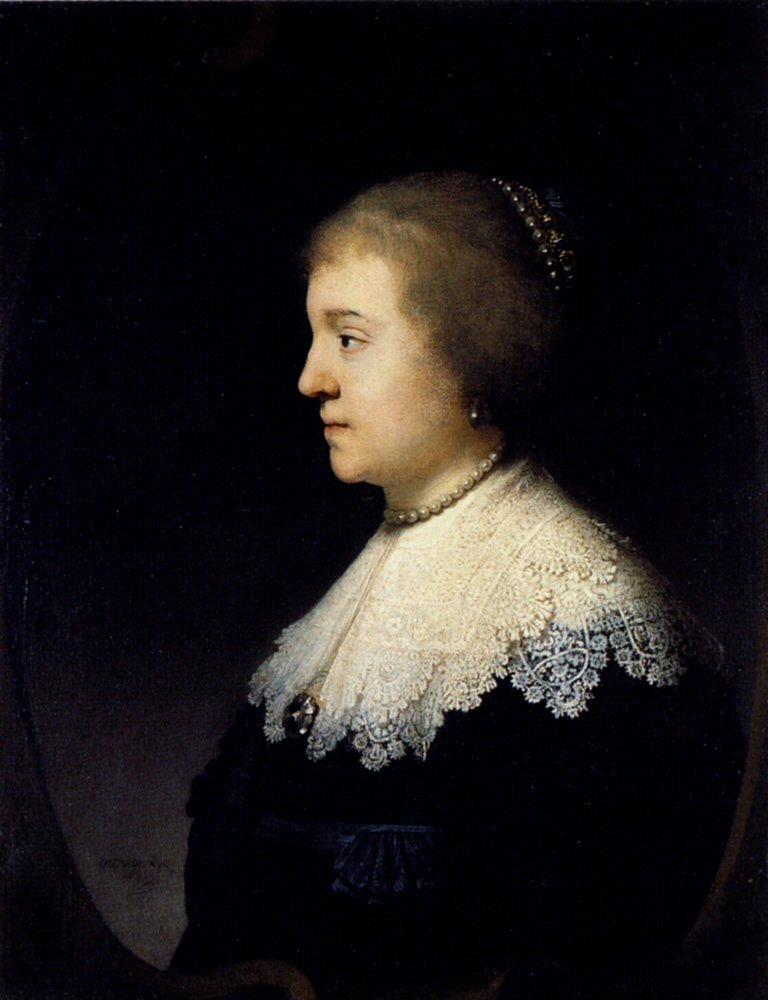
Amalia de Solms-Braunfels (1602-1675), princesa consorte y regente de los Países Bajos, por Rembrandt van Rijn
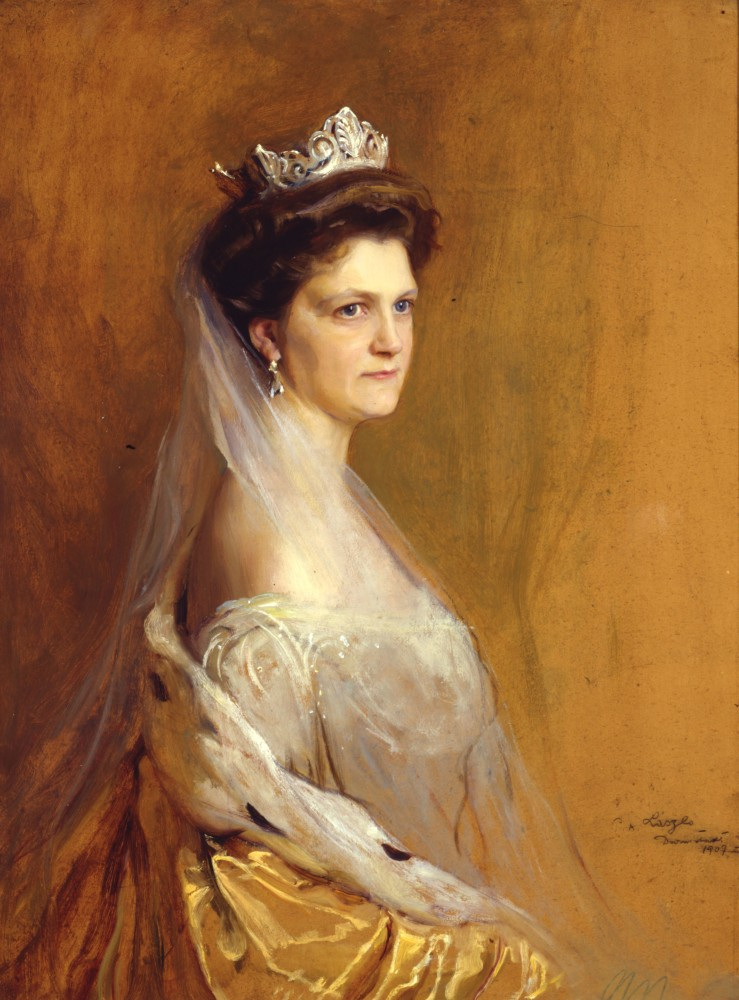
Leonor de Solms-Hohensolms-Lich (1871-1937), Gran duquesa de Hesse

## Castillos

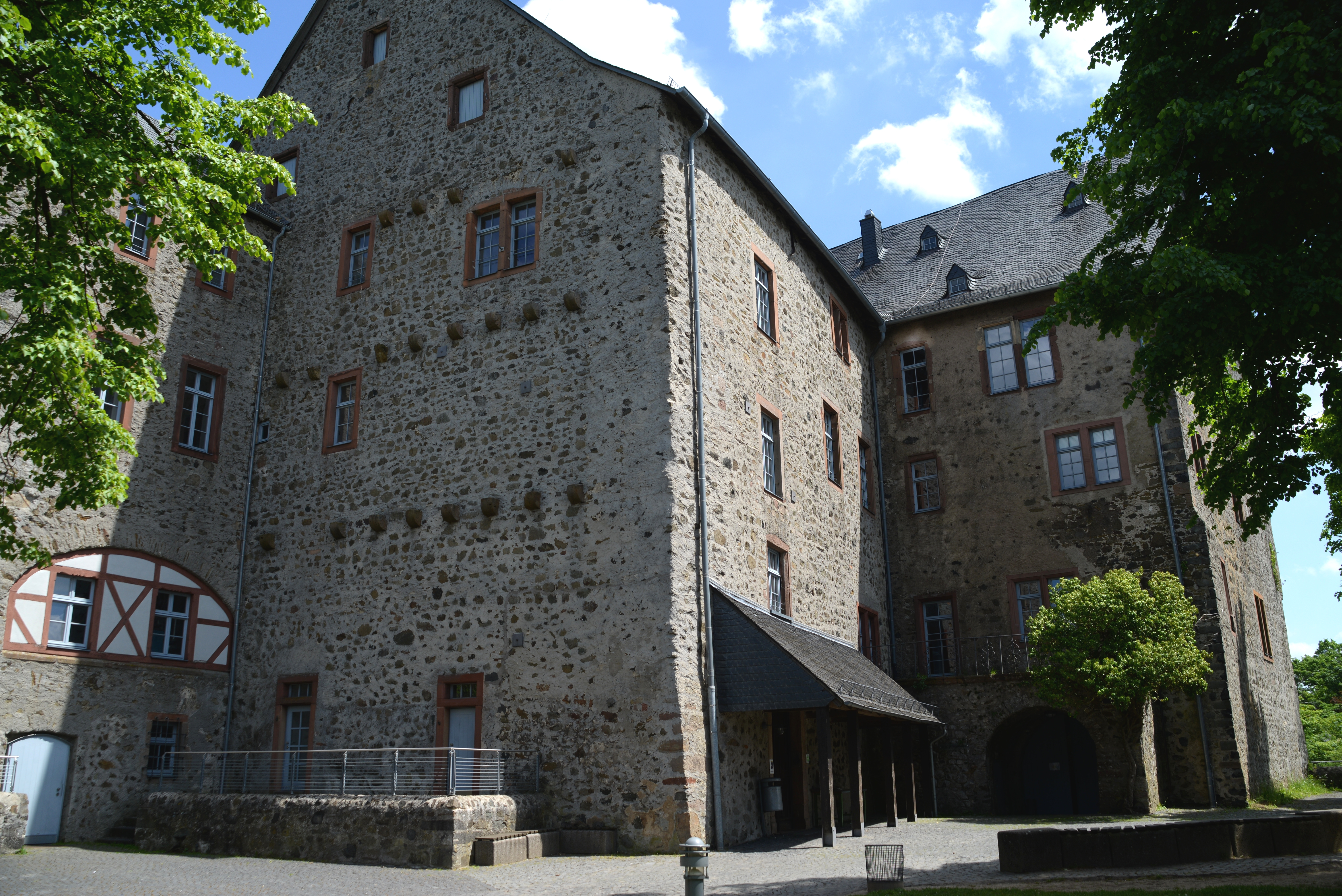
Neu-Hohensolms
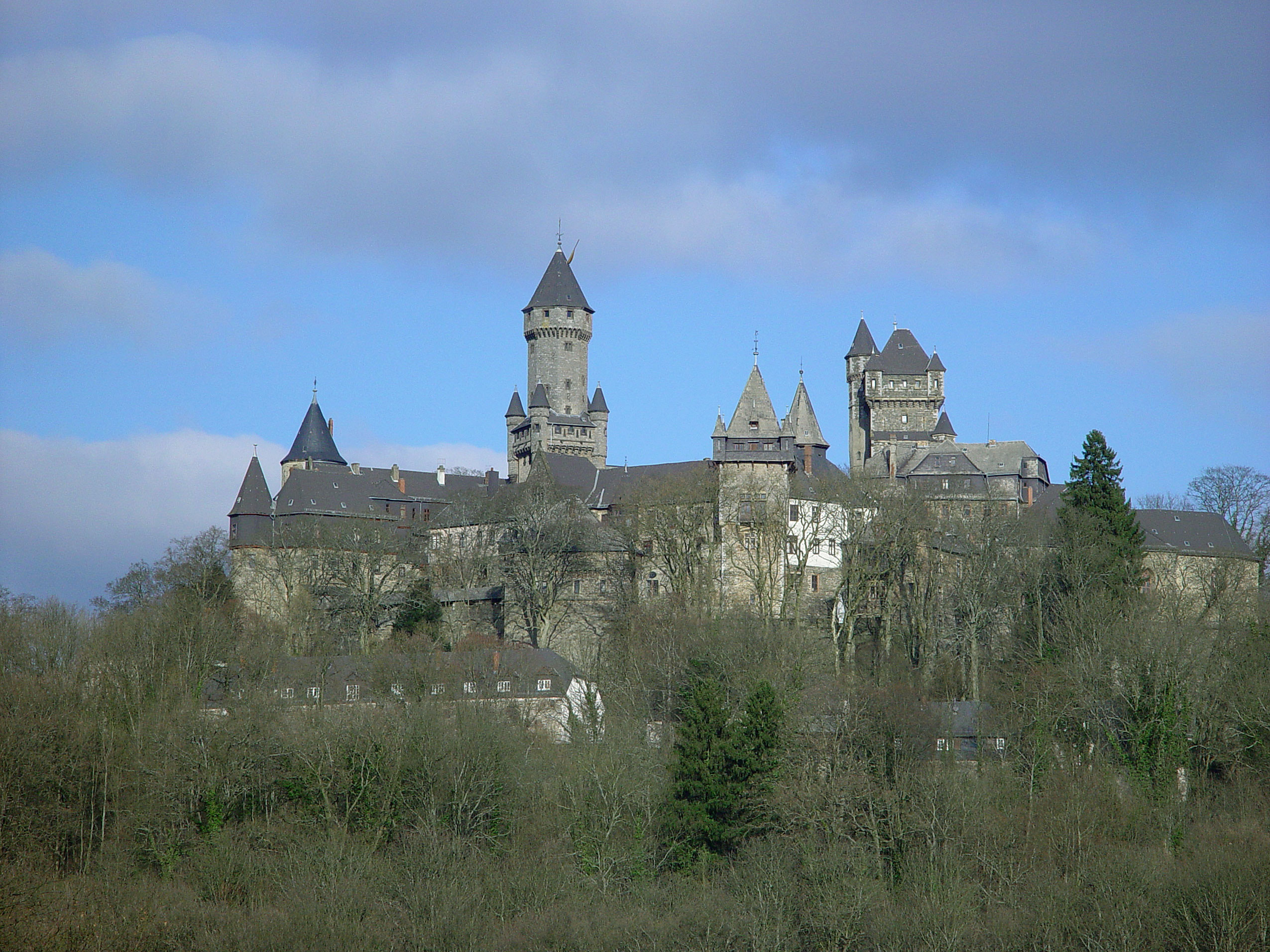
Braunfels
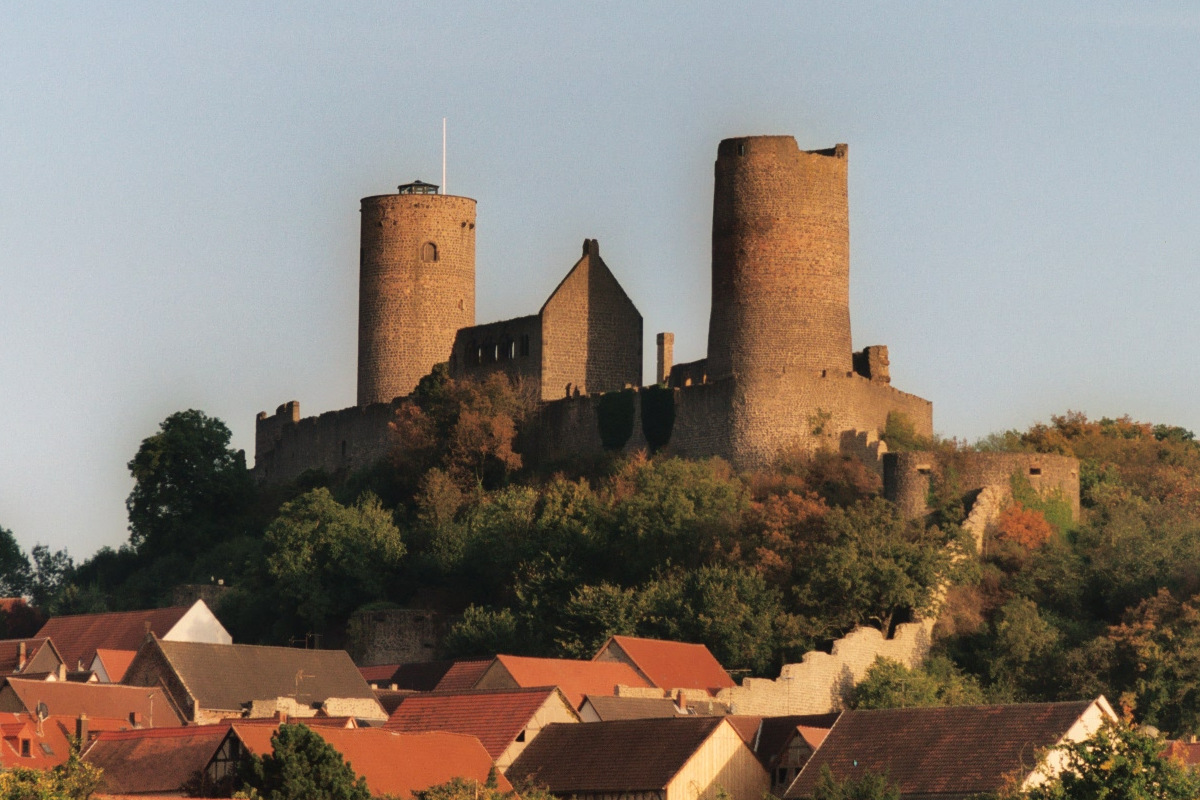
Münzenberg
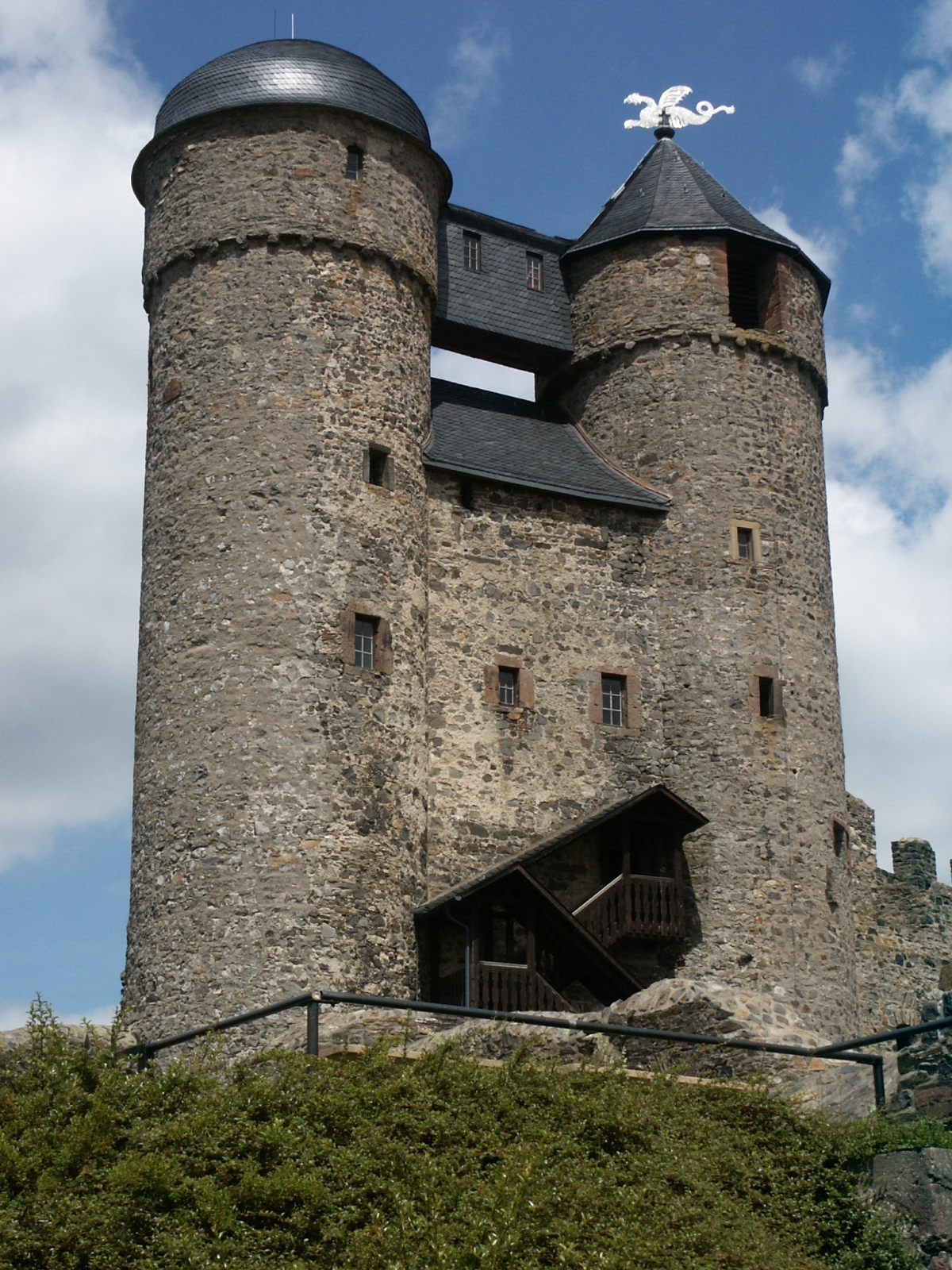
Greifenstein
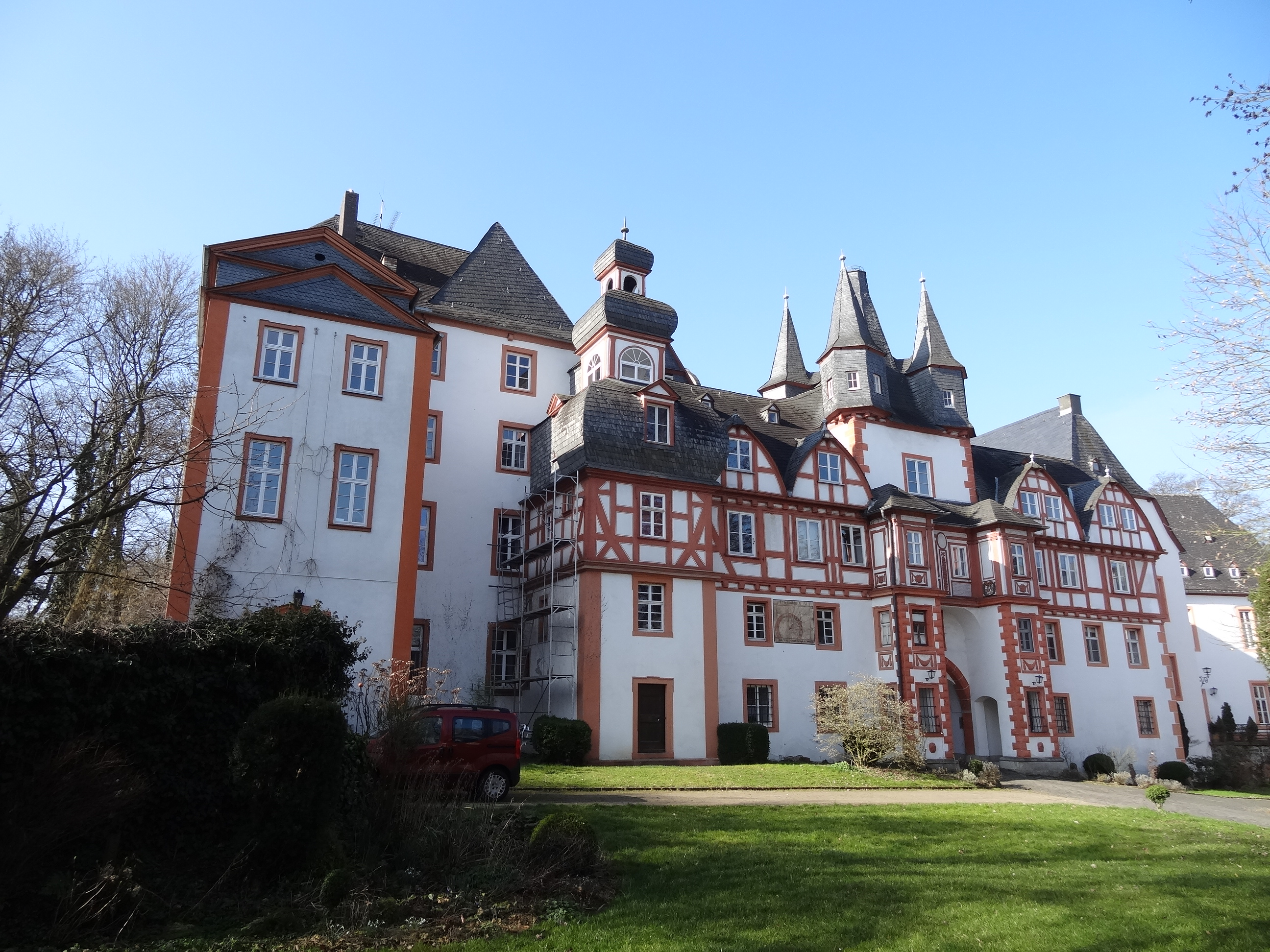
Hungen
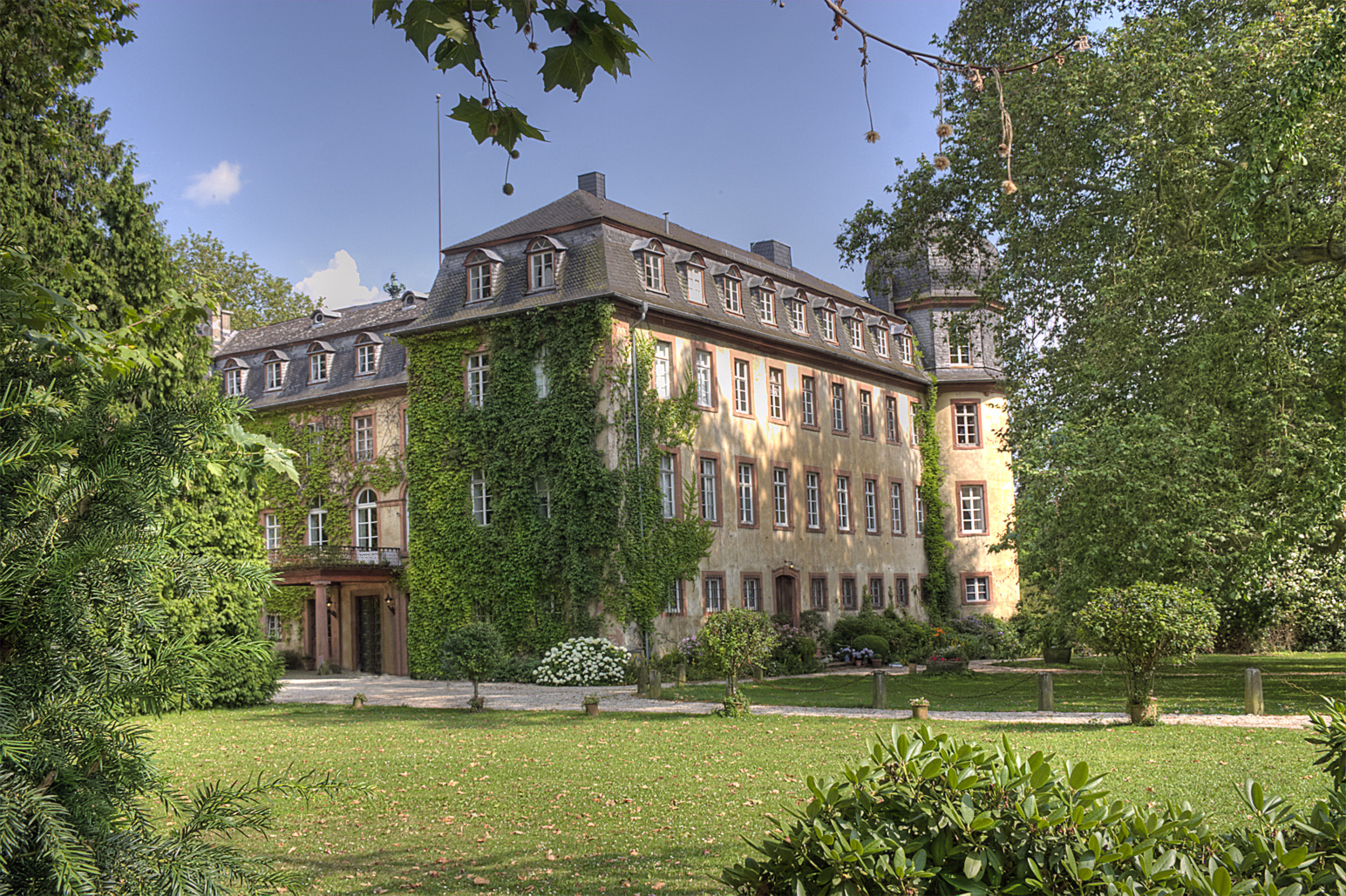
Lich
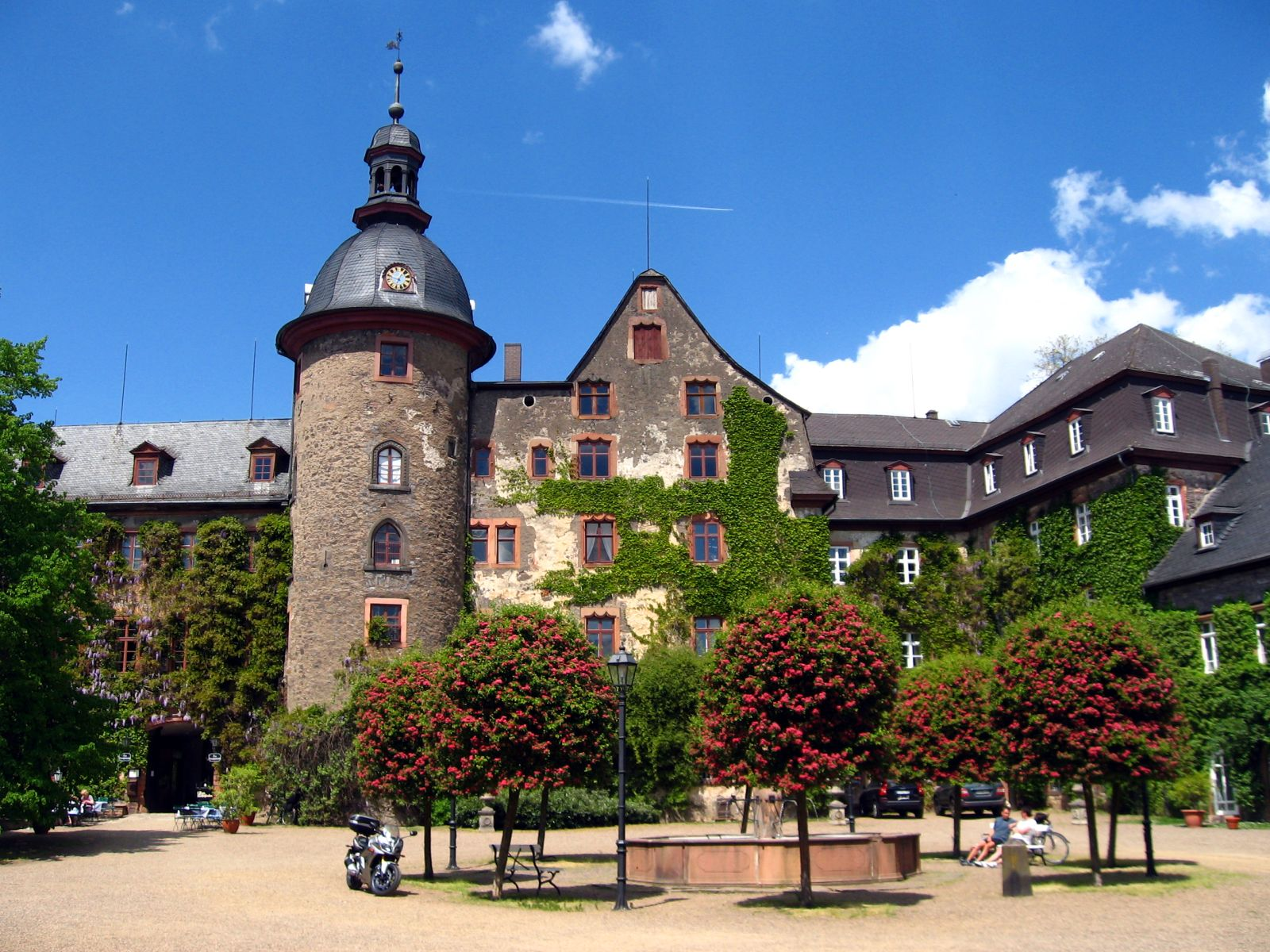
Laubach
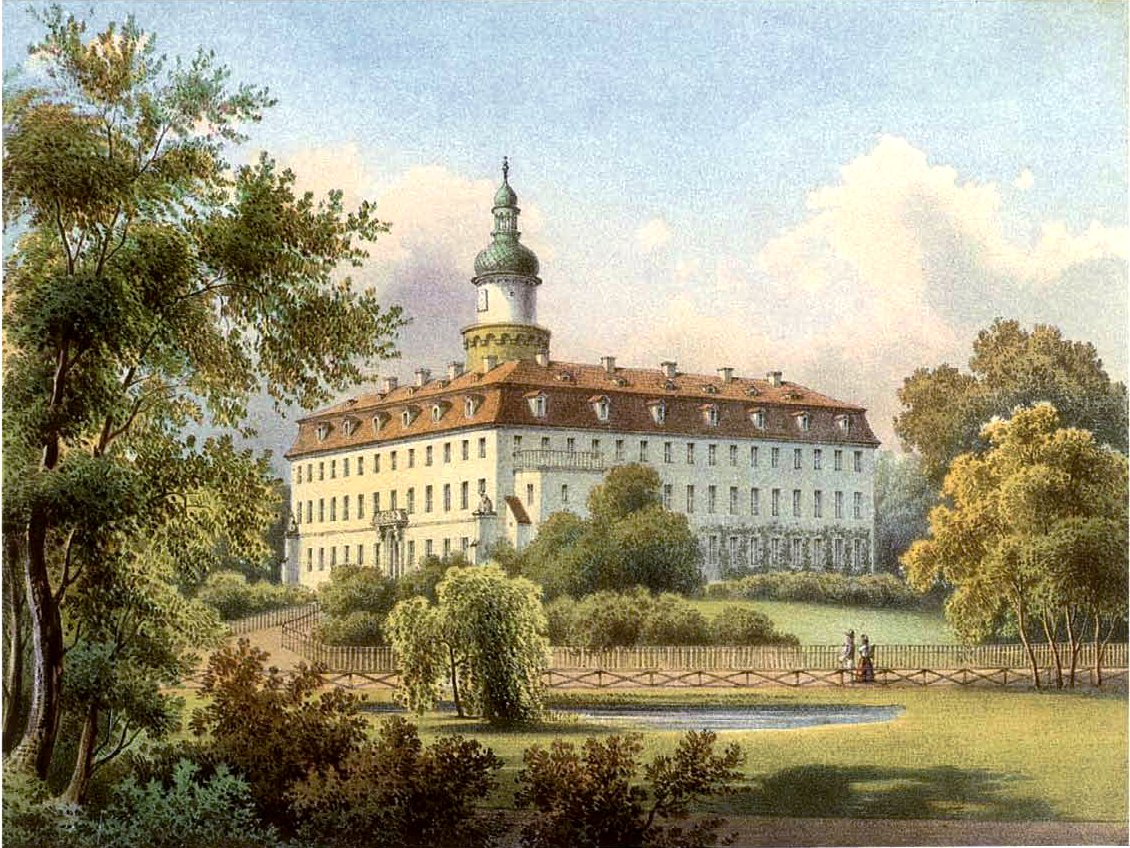
Sonnewalde
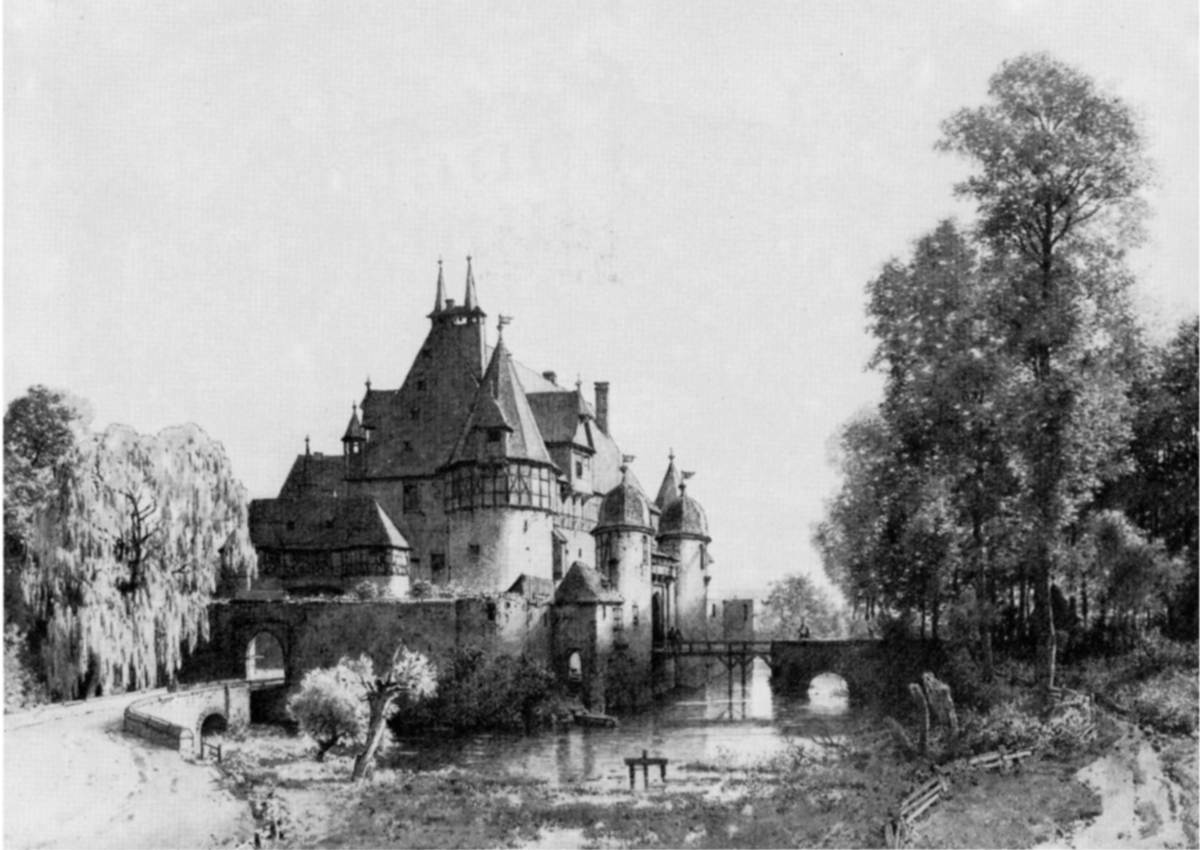
Rödelheim
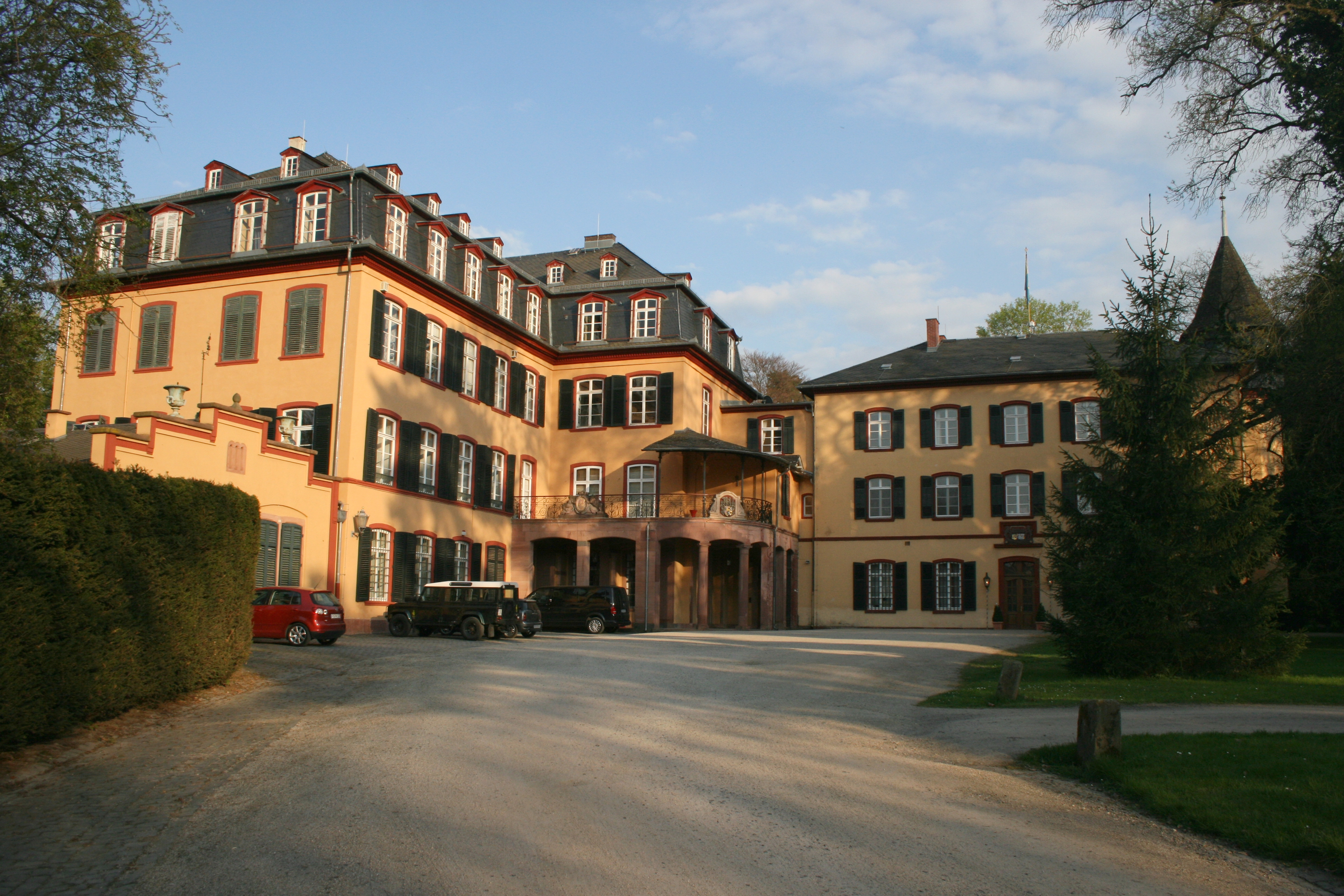
Assenheim
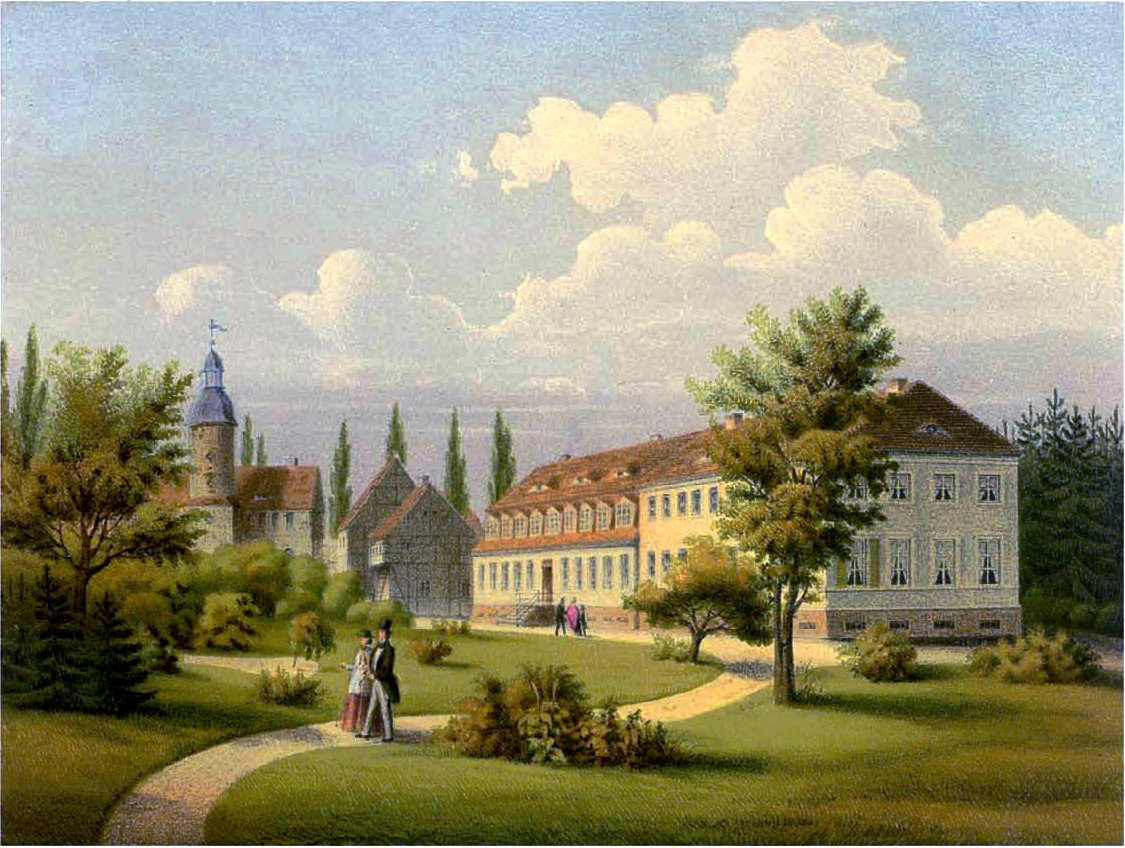
Baruth
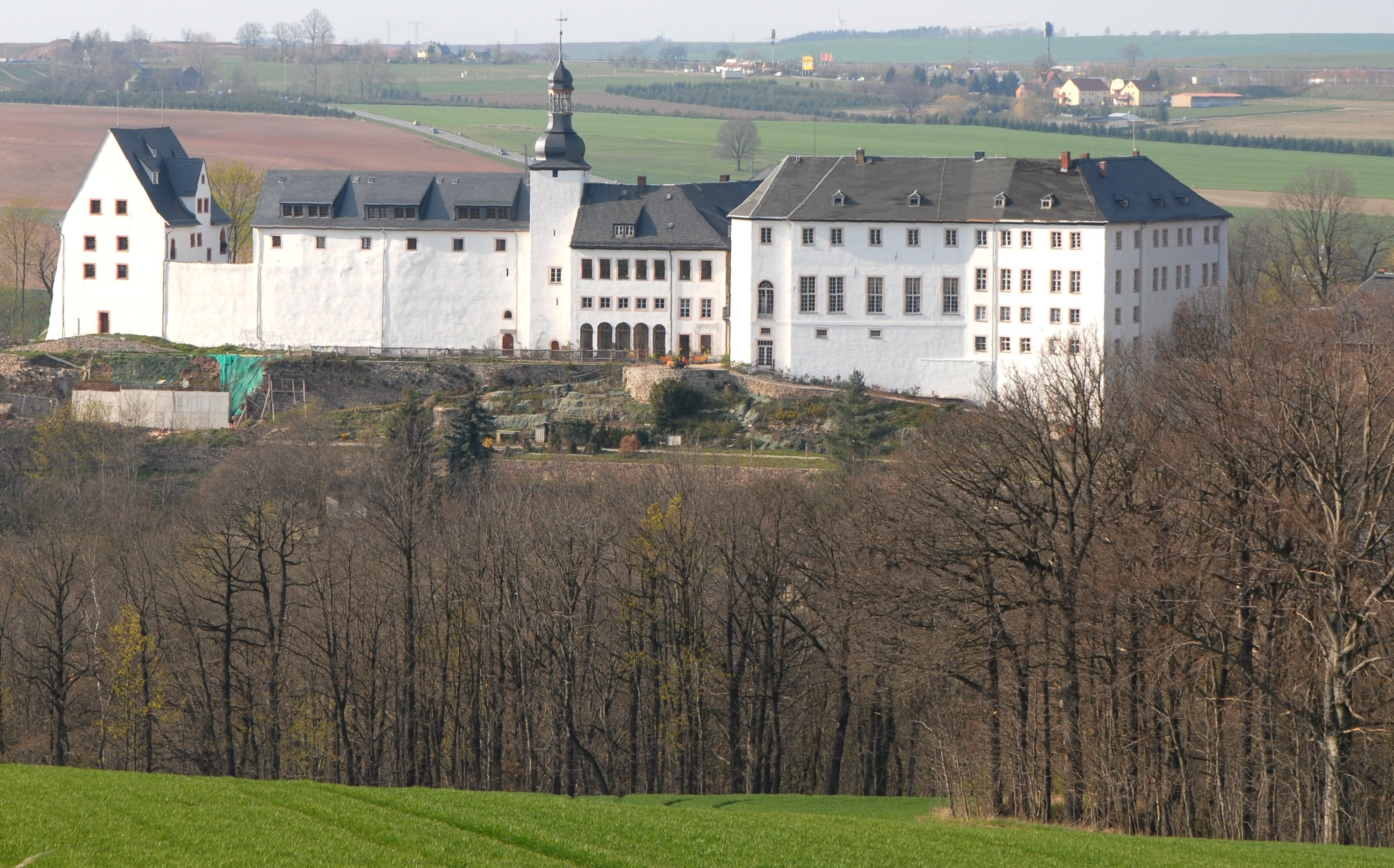
Wildenfels
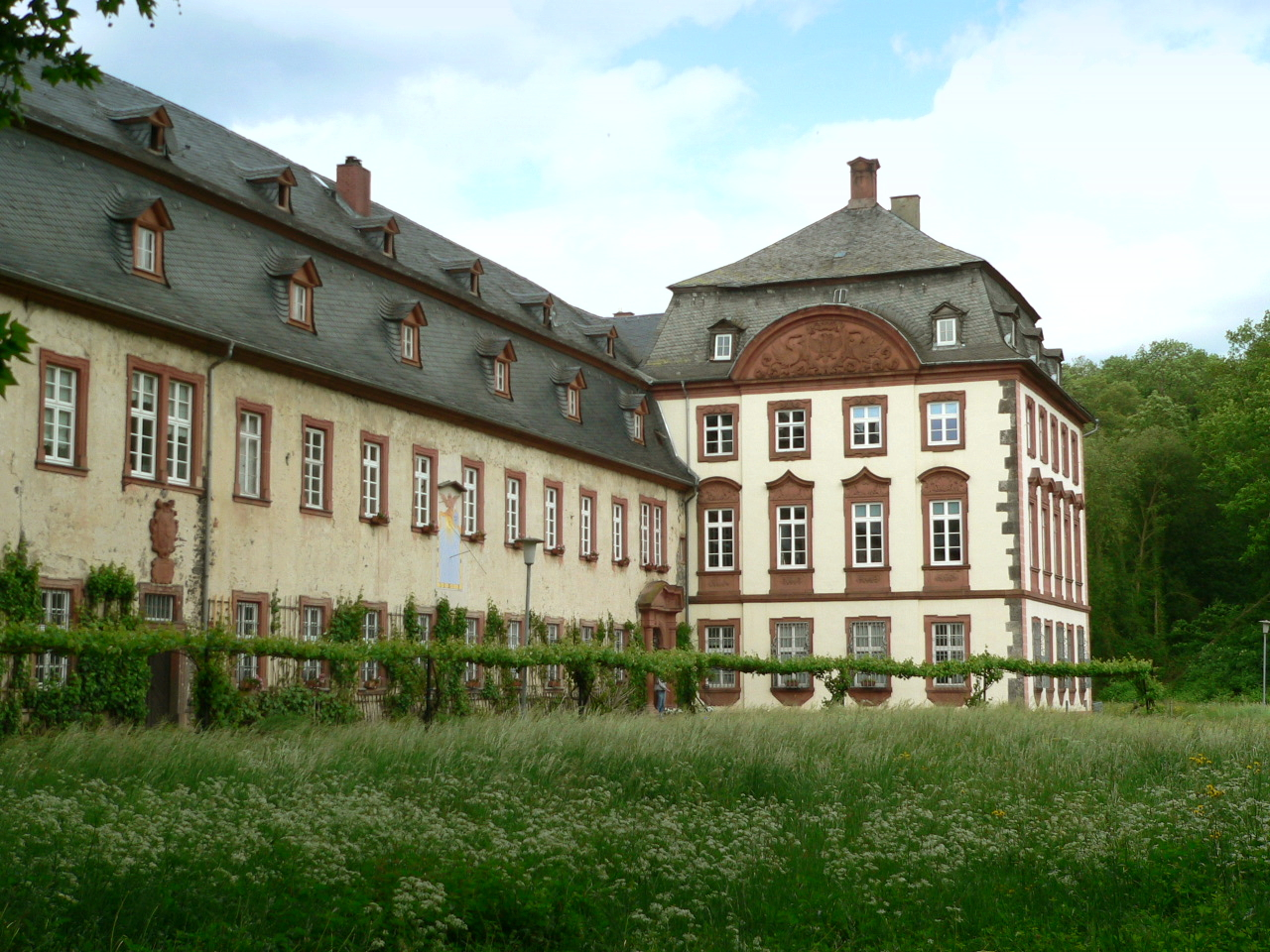
Abadía de Arnsburg
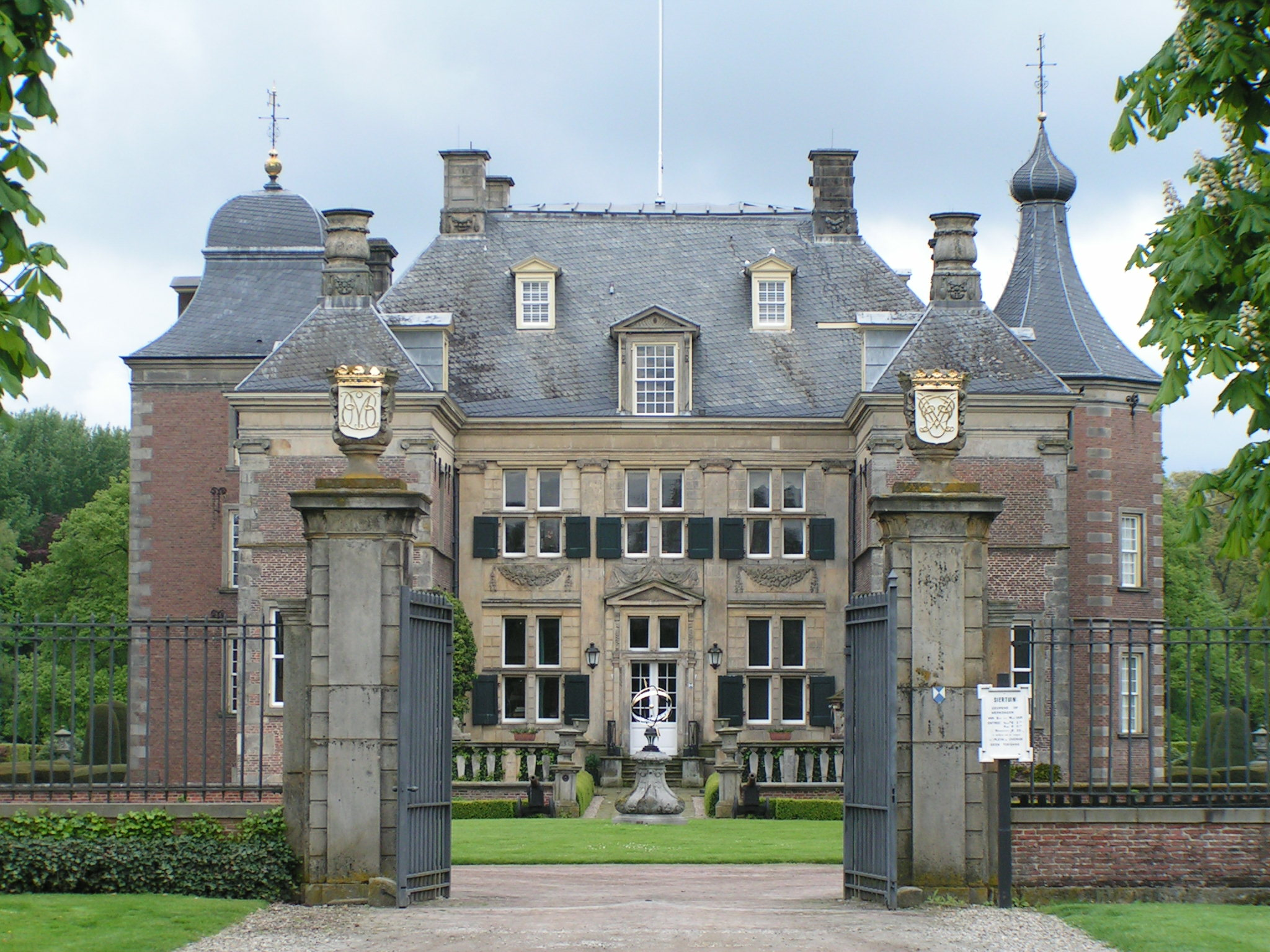
Weldam (Países Bajos)

## Escudos de armas

Solms (1232)
Solms-Königsberg-Hohensolms
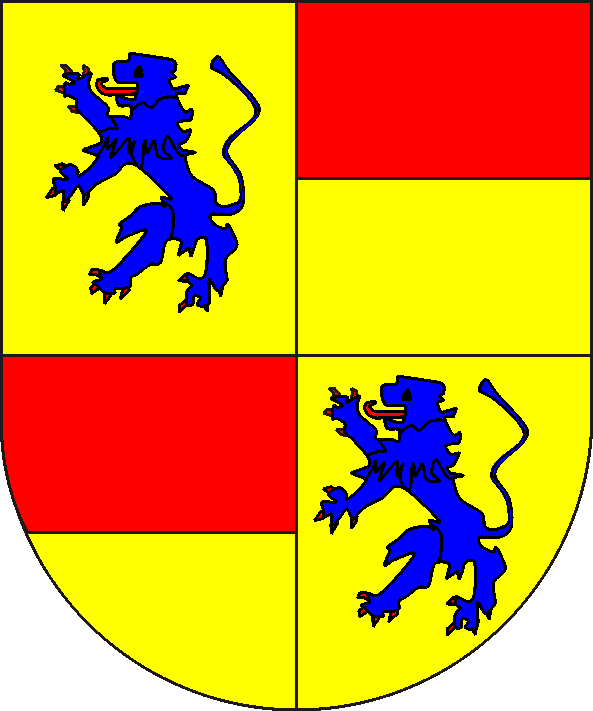
Solms-Münzenberg (1407)
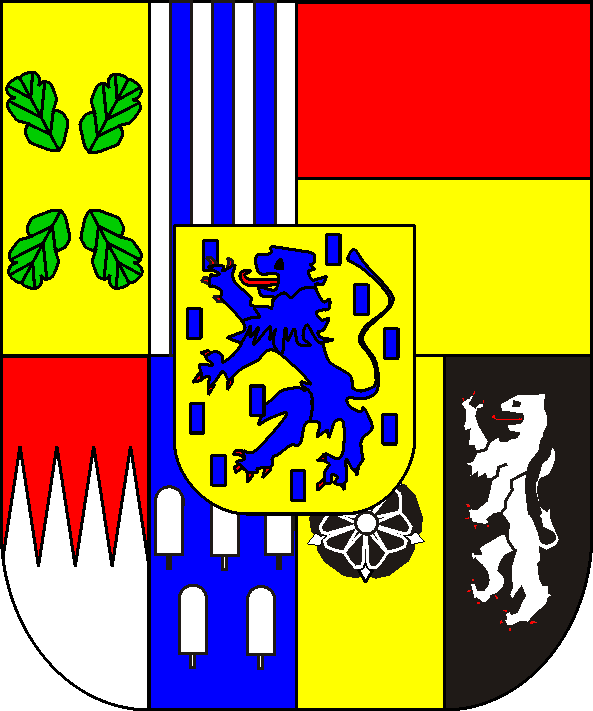
Solms-Braunfels
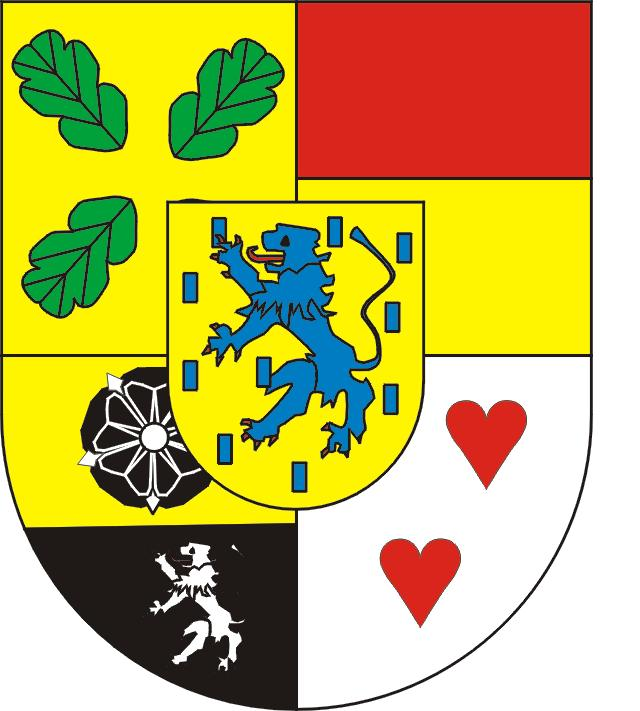
Solms-Lich
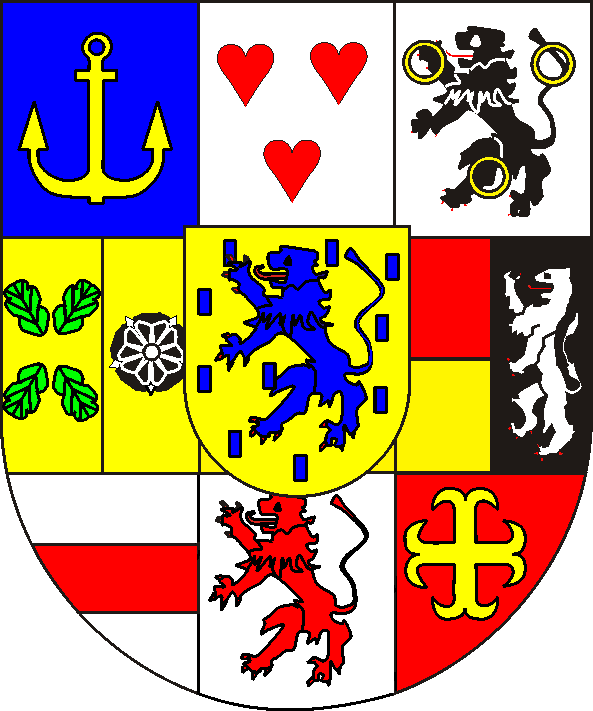
Solms-Hohensolms-Lich
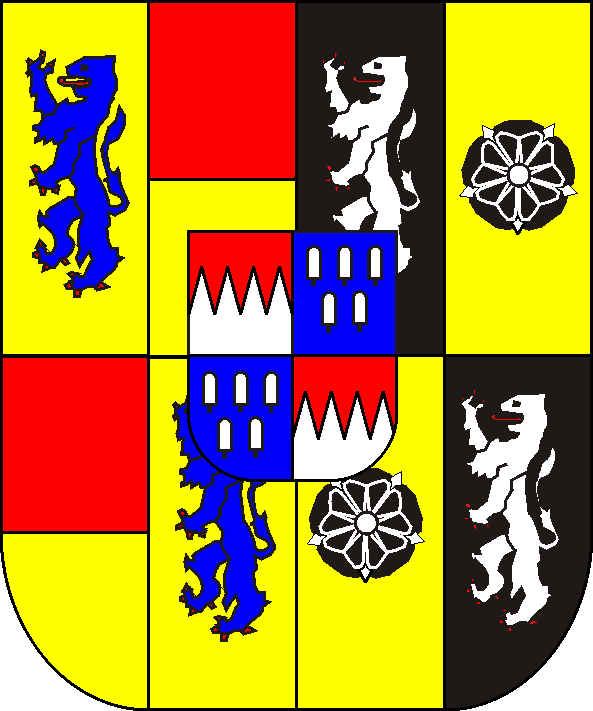
Solms-Rödelheim-Assenheim
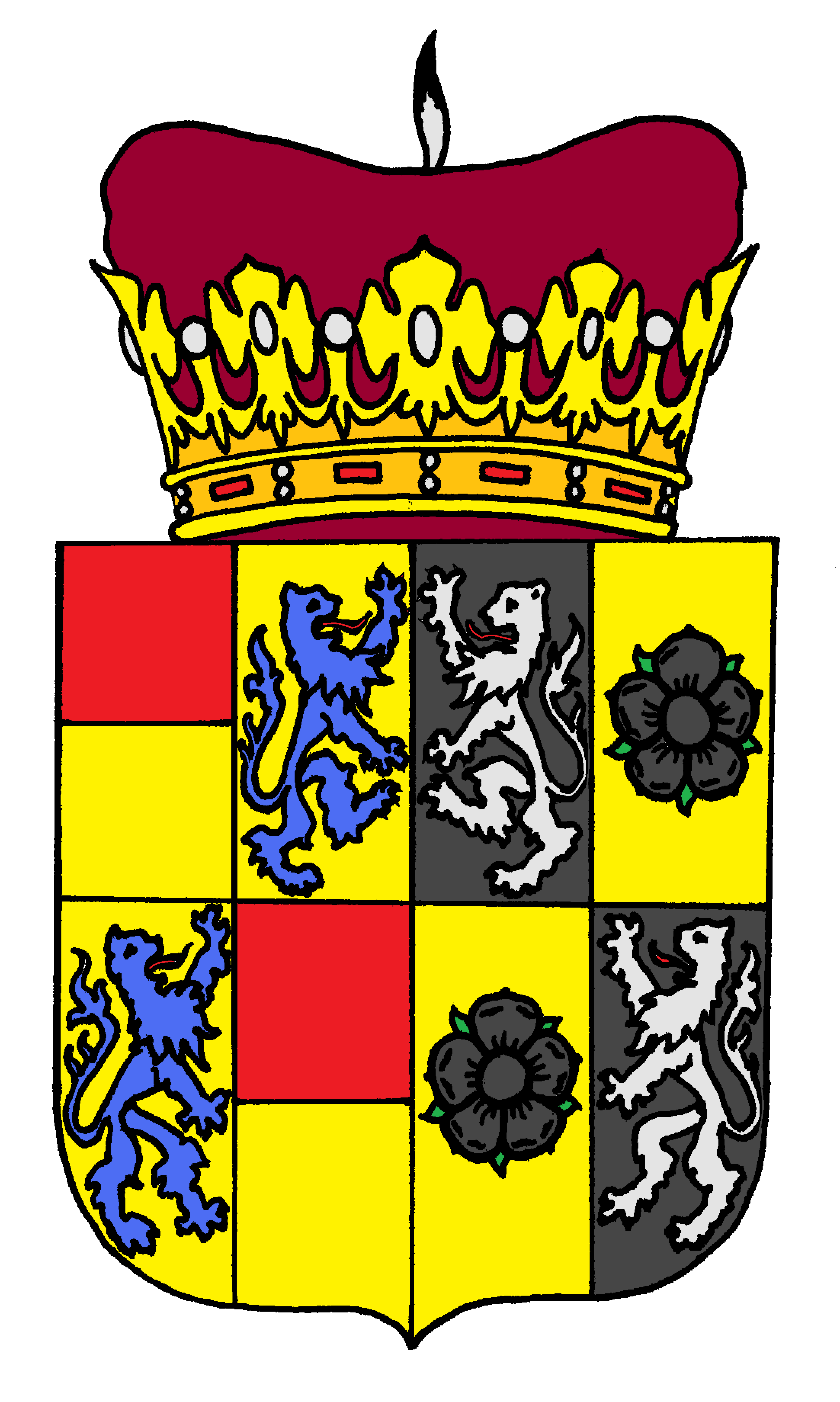
Solms-Wildenfels et Solms-Baruth